# 神呪のネクタール
『神呪のネクタール』（しんじゅのネクタール）は、吉野弘幸（原作）・佐藤健悦（漫画）による日本の漫画。『チャンピオンRED』（秋田書店）にて、2017年1月号から連載中。
現代日本に住んでいる平凡な青年・カイが、攻め落とされたアダール侯国の王女・サクラ・シャクンティーラ・アドニエラによって異世界へと召喚された。作品はブレド・レガン率いるダトラ総督などと激戦しながら転生前に培ったスキルを駆使して戦闘や神呪を有している女性（シャクンティーラなど）の「呪乳（授乳）」によって、主人公・カイ（グレイ）が呪乳相手の神呪能力を最強にした神呪化状態の姿に変化して戦闘するバトル漫画である。

## あらすじ
現代の日本で、「自分は不要な人間」と思い込んでいた青年、渉里塊（カイ・ワタリ）。そんな彼は異世界の羅刹族・アダール侯国の王女、サクラに「神呪を授けるべき稀人」として召喚される。サクラは「神妃（アンブロシア）」として、その身にもう一つの人格「シャクンティーラ」を宿していた存在だった。サクラやカイがダーラ軍に追い詰められた時、シャクンティーラが現れ、カイに「呪乳（ネクタール）」を授けることで恐るべき戦士へと変貌する。

## 登場人物

### 主要人物
カイ・ワタリ / グレイ・エンフィールド（仮面）
主人公。日本人の青年。廃棄神殿にてサクラによる儀式で召喚された稀人。
本名は渉里塊（わたり・かい）であり、バイトを転々とする自信のない気弱な青年であったがサクラとの出会いや戦いで成長していく。
サクラの護衛をしていたグレイが毒矢を受け死亡した後、仮面を付けて彼の名である「グレイ・エンフィールド」を名乗る。
神呪を有している女性（シャクンティーラやドルネアなど）の乳房から「呪乳（授乳）」によってカイ（グレイ）が呪乳相手の神呪能力を最強にした神呪化状態の姿に変化する。
サクラ・シャクンティーラ・アドニエラ
アダール侯国の王女。優しい性格。神妃（アンブロシア）を宿している。
姉・カーシャの婚約者の義兄であるグレイと共にダーラ軍に追われていた際、儀式を行いカイを召喚した。
シャクンティーラ
サクラに宿るもう一人の人格。一人称は「妾（わ）」。サクラとは違い尊大な口調となる。
人格がシャクンティーラに切り替わっているときの記憶はサクラは共有してはいない。
神妃（アンブロシア）の一人で雷帝（インドラ）の神呪を有している。
ニア・ニーディア
元奴隷の少女。豹の獣人（セリアンスロープ）であり、純血であるため完全な豹の姿になれる。
奴隷商人に再度捕まった際にサクラに助けられる。彼女に恩義を感じサクラが捕縛された時は救出作戦に加わった。その後、グレイ（カイ）らと行動を共にする。
奴隷商人に捕えられていた時、高値で売買されるように「アダール侯国の侍女」という嘘を言っていたがサクラのメイドになる。
リギア・クラッツ
エルフ。髪は赤色。アルビオン王国の名門貴族・クラッツ家の出身。真面目な性格。巨乳。
レムリアンカンパニーの軍人（少尉→大尉）、リギア部隊の隊長。作中に時々見せる残念エピソード（特別編「リギアの休日」など）があり隊員からは愛されキャラになっている。
率いている部隊は後に、正式にカイ（グレン）の指揮下に配属された。
ドルネア・ガランディアーナ
ドワーフの王国・ガランドアの王女。褐色の肌をしている。巨乳。
神妃の一人で焔帝（イフリート）の神呪を有している。ガランドアを訪れたグレイの妃となるべくアピールをしていた。ダーラ軍との戦いでガランドアを救ってくれたカイ（グレイ）一行に加わる。
一見淑やかだが、作中では巨大ハンマーを駆使した戦いも出来る。

#### 協力者
グレイ・エンフィールド
サクラの姉・カーシャの婚約者。ハーフエルフ。金髪で瞳の色は茶褐色。アルビオン王国出身。
レムリアンカンパニーと喚ばれる植民地経営会社の軍人。階級は少佐。
サクラと共にダーラの追っ手から逃亡していた。バージェスの毒矢を受けた後、カイにサクラを託し、この世を去った。
セレア・イグニス
ハーフリングの錬金術師。カイが異世界から来た稀人と知り異世界の技術に興味を持つ。
カイの依頼でダイナマイト製造や「麻薬・人魚の血」の血清作成等をする。
ギル＝ガーラ
傭兵組織・サハス八部衆の一人。ダーラに雇われた傭兵。依頼主の指示でサクラの行方を追うなどカイ（グレイ）らと敵対していた。ガランドア侵攻時とヤシマノ国編でヤシマ軍（アラギシの副官コバキからの攻撃）の危機から助けた事などでヤシマノ国編（後半）から協力する。現在はカイ（グレイ）が主人となり行動している。
武器はオリハルコンの剣。
シズナ
グラキエス（氷姫）の女性。ギル＝ガーラの従者。かつてガーラに命を助けられており絶対の忠誠を誓っている。ガランドア侵攻時とヤシマノ国編でギル＝ガーラと共にカイ（グレイ）に助けられた恩義があり、ヤシマノ国編（後半）から協力する。それ以降、サクラとドルネアと共に行動する。

### アダール侯国
カーシャ
サクラの姉。

### アルビオン王国

#### アルビオン王室
リュカ・ローシェル・アルビオン
アルビオン王国の王子。末っ子。カイ（グレン）の正体を知っている一人。王になる意志は強く、兄や叔父も蹴落とす姿勢を見せている。
グレイに多くの任務を出す。
植民地経営会社レムリアンカンパニー・マラガ支部総支配人でもある。
レージュ
リュカの部下（秘書的役割）。カイやサクラなどの教育係。
レザリア1世
アルビオン王国の現・女王。グレイに士官学校へ潜入し「人魚の血」の実態調査を命じた。
リシャール・エルヴァーラ
アーレン王立士官学校生。実母がアルビオン王国の女王レザリア1世であり同国の王太子である。
数年前に祖父でもある先代の国王・ドレイクがエリン諸島を侵略、リシャールは形式上だが陣頭指揮を執っていたが、その時の虐殺光景に嫌気が差して王位継承の辞退を公言する。

#### 植民地経営会社レムリアンカンパニー
ディアス
体に多くの傷痕がある階級は大佐。元海賊。
アラン・セザック
リギア隊所属。階級は曹長。
ルベイ
リギアの部下。サクラ救出作戦で重傷を負う。
レン・バーク
クー・シー（犬獣人）の少年。階級は一等兵。グレイの従卒。
ベルク
カイの部下である。階級は軍曹。獣人種。

### ダーラ共和国
ブレド・レガン
ダトラ総督。ダーラの平民から総督の地位になった人物、ダーラ共和国の上流階級（ガスロ公ら）からは下にみられている。
ネレイアでは領主も兼任し「人魚の血」と呼ばれる新型麻薬を生成や各国の抗争（ガランドア進行）など操る。
別の稀人が絡む高性能兵器を装着し威嚇する場面もある。
ダクリス
褐色の青年でレガンの部下である。階級は少尉。サクラらを追う。ネレイド王国編にてオケアノス変身したグレイの影響で銃が暴発し左目を負傷し眼帯をしてる。
ガズロ公
男性。女性を物としか見ておらず、気に入らないと暴力を振るう。
サクラを捕らえたが、救出作戦を行うグレイらの襲撃を受ける。
ゴーレム（岩装鬼）を起動させるが雷帝状態のカイに敗北し死亡した。
ドクター・ヴェラント
ダーラ軍の科学技術開発の要。ダーラ軍とガランドア軍との戦いに参陣し実験のため化学兵器（サリン）を使用した。吸血鬼の亜種であるマインドフレアであるため、対象の脳を食すとその者の知識を取り込める。
ボラール
極東方面軍司令官。階級は大佐。ヤシマの美術品を蒐集している。
ヘカテー
ダーラの女スパイ。夜と炎を司る魔女。
アーレンとルビアン両校の兼任校医・アライアとして活動していた。
エドゥ・ビクトリアス
シンシャール帝国編で登場。陸軍情報四課ローレンシア中央作戦部所属。階級は大尉。

#### 傭兵
ギル＝ガーラ
「主要人物（協力者）」を参考
バージェス・グラー
屍食鬼（グール）。ダクリスの依頼でサクラらを襲撃する。老婆に変身しグレイに毒矢を放った後、雷帝状態に変化したカイよって殺された。

### ガランドア王国編

#### ガランドア王国
ハヴォル
ドワーフの国・ガランドアの王（統領）。ドルネアの兄。

### ネレイデス編

#### ネレイド王国
シエラ
ネレイア島に住むネレイデスの娘・人魚族（マーメイド）の末柄、元・ネレイデス（迷宮）案内人。グレイ達と共に行動する。グレイ（カイ）と共に迷宮に入る。ネレイド王国編前半ではグレイ（カイ）に冷たい対応をしていた。
グレイと共に迷宮に入り、蒼海の秘宝である本物の「人魚の血」を飲み水帝（オケアノス）を宿すようになり「ネレイデスの女王」となった。
シンシャール帝国編でも登場。
ガトク
爬虫人（リザードマン）。ネレイア島の商人。旅芸人一行に扮したカイらに助けられ、ダーラの国営プラントがある「北の街」に行ける様に斡旋する。

### ヤシマノ国編

#### ヤシマ政府
アラギシ
北方戦線の基地の司令官。従二位。サクラとシズナの人質交換の際、交換場所である橋を爆破する命を出す。
カナヤ
眼鏡をかけた女性。従六位。カイらを案内した。実際はヤシマ中央政府の弾正台（監察局）の所属で不正の調査のため潜入していた。アラギシの使用していた通信器を用い中央にアラギシの造反を報告、その結果、懲罰軍が派遣された。
コバキ
アラギシの副官。従四位。ノルズーリとなったカイの攻撃に巻き込まれ死亡した。
天子
ヤシマノ国の君主、若干10歳で122代目君主に即位。
抗争の場を収拾するために軍を率いて来た天子ではあるが、自身を排除しようとする抵抗勢力がおり権力基盤は盤石ではない。外国との交渉には不慣れでありアルビオンのリュカに助力を要請した。ボラールを窓口にダーラ本国への抗議を通告する。暗殺を企む勢力をあぶり出すためグレイと打ち合わせをし、ハサスとの協議後、敢えて少人数での行動を取った。襲撃を仕掛けた者達はグレイにより撃破された。

#### ハサス
鈴悧（すずり）
ハサスの教母。淫魔（サキュバス）であるため姿を自在に幼女や大人に変えられる。神妃の一人で北風神（ノルズーリ）の神呪を有している。
クラーク
ヤシマノ国の陸軍省から逃亡したアメリカ人。1945年のヨーロッパ戦線から召喚される。米国では無線技師であったが徴兵され通信兵として軍役に就いていた。ヤシマノ国でのキキの扱いに反抗し、北方司令部に向かう際にキキを幸福にするため彼女と共に逃亡した。
キキ
元はヤシマノ国の奴隷。同国でクラークの世話係として買われた。クラークに同行してハサスに至る。

### クーデター・血の祝祭編

#### アーレン王立士官学校
ノエル・ファーン
アーレン王立士官学校生で学年主席。士官学校に潜入するカイのルームメイトとなる。
男装して士官学校に入学。エリン諸島ルーグ島出身で首長の娘、本名は「ノエルシア・ルビアーナ・ド・ルーク」でありルビアンの巫女。8年前にアルビオン先代の国王・ドレイクがルーグ島含むエリン諸島を侵略、ノエルの家族を含む諸島の人々を殺害された恨みを（形式上の）陣頭指揮を行ったリシャールに抱いていた。
神妃の一人で女神（ルビアン）の神呪を有している。
リシャール・エルヴァーラ
アーレン王立士官学校生、アルビオン王国の女王・レザリア1世の実子であり同国の王太子である。
「アルビオン王国」を参考
ダリオ
アーレン王立士官学校生。剣術では次席の腕前。その後何者かに殺害された。
フランツ・サーベイ
アーレン王立士官学校生。眼鏡を掛けた男性。グレイに助けられた。クーデターの首謀者・セレスティアの側近的な存在。
ヨーム・スタウニー
アーレン王立士官学校生。長距離行軍訓練の際、錯乱して味方を銃撃した。絶命間際に「人魚の血」と言い残した。
アライア
アーレンとルビアン兼任の女性校医。本当の正体は、ダーラの女スパイ・ヘカテーで麻薬・人魚の血の蔓延やクーデターの黒幕である。

#### ルビアン王立女子学院
セレスティア・モース
ルビアン王立女子学院生で同校の生徒会長。モース公国の公女。リシャールの恋人。
アーレン・ルビアン両校のクーデター首謀者でもある。
総ての黒幕である校医・アライア（ヘカテー）とフランツ情事を見てしまい麻薬・人魚の血を打たれ不眠状態で蹂躙や洗脳された後に「サバトの女王・ルビアン」に仕立てられた。
クーデター中の交渉でリシャールと寄りを戻した時、フランツが放った銃弾が背後から左胸部を貫通し肺を損傷し瀕死状態に。麻薬の作用「血の呪縛」で意識混濁の中、リシャールに対する告白と事件の黒幕を告白をしながらこの世を去った。
ライザ・クラッツ
ルビアン王立女子学院生。リギア・クラッツの実妹。ミルヴァの異変に気付き後を追っていたところを「サバト」に巻き込まれる。
ミルヴァ・ラーン
ルビアン王立女子学院生。事件に関与する人物。

### シンシャール帝国編

#### 遊牧民（ノマド）
アルディア
砂漠の遊牧民（ノマド）のサバル族を率いる族長。傭兵時代はギル＝ガーラと同僚。ギルやニアらとシンシャール第一城壁に居たとき何者から狙撃され河（川）に落ちた、その後カイとシエラに助けられ娼館・花嫁の館に担ぎ込まれる。意識は回復したが記憶喪失になった。記憶が戻るまで花嫁の館のサリアから「ネーヤ」と名付けられた。
神妃の一人で砂の神（ラーフ）の神呪を有している。
トック
アルディアの従者（アルディアの弟分）。
アーシャ
部族の娘。アルディアの世話係（アルディアの妹分）。飼っている仔ヤギを探しに行って巡検隊に襲われて行方不明となるが、のちに救出された。
サゼル翁
砂漠の遊牧民の長老。神獣・ハルドラの血を受け継ぐセリアンスロープ。

#### 定住民（ハダル）
サリア
首都・アルバラの第一城壁内にある歓楽街にて営んでいる娼館・花嫁の館を実質仕切っている女性。

#### シンシャール帝国（城内）
ヤムリカ女王
シンシャール帝国の女王で暴君。暴食と色欲まみれの生活を送り、体型は肥満体。国内政治を省みない姿勢により国全体の不満を募らせる。その最中に高血圧で倒れ療養したのちスレンダーな美女に変貌する。
ゴドー
黒豹系の獣人。ヤムリカ女王仕える調教人。ゴドーの兄がギルに助けられた恩義があり協力者となる。

## 書誌情報
- 吉野弘幸（原作）・佐藤健悦『神呪のネクタール』 秋田書店〈チャンピオンREDコミックス〉、既刊19巻（2025年7月18日現在）
  1. 2017年5月19日発売[36]、ISBN 978-4-253-23826-7
  2. 2017年9月20日発売[37]、ISBN 978-4-253-23827-4
  3. 2018年1月19日発売[38]、ISBN 978-4-253-23828-1
  4. 2018年5月18日発売[39]、ISBN 978-4-253-23829-8
  5. 2018年10月19日発売[40]、ISBN 978-4-253-23830-4
  6. 2019年3月19日発売[41]、ISBN 978-4-253-23831-1
  7. 2019年7月19日発売[42]、ISBN 978-4-253-23832-8
  8. 2019年12月20日発売[43]、ISBN 978-4-253-23833-5
  9. 2020年5月20日発売[44]、ISBN 978-4-253-23834-2
  10. 2020年11月20日発売[45]、ISBN 978-4-253-23835-9
  11. 2021年4月20日発売[46]、ISBN 978-4-253-32001-6
  12. 2021年9月17日発売[47]、ISBN 978-4-253-32002-3
  13. 2022年4月20日発売[48]、ISBN 978-4-253-32003-0
  14. 2022年10月20日発売[49]、ISBN 978-4-253-32004-7
  15. 2023年5月18日発売[50]、ISBN 978-4-253-32005-4
  16. 2023年11月20日発売[51]、ISBN 978-4-253-32006-1
  17. 2024年6月19日発売[52]、ISBN 978-4-253-32007-8
  18. 2024年12月19日発売[53]、ISBN 978-4-253-32008-5
  19. 2025年7月18日発売[54]、ISBN 978-4-253-32009-2